# Hüyüklüalanı, Akdağmadeni
Hüyüklüalanı là một xã thuộc huyện Akdağmadeni, tỉnh Yozgat, Thổ Nhĩ Kỳ. Dân số thời điểm năm 2010 là 74 người.